# 佩塔洛沃區

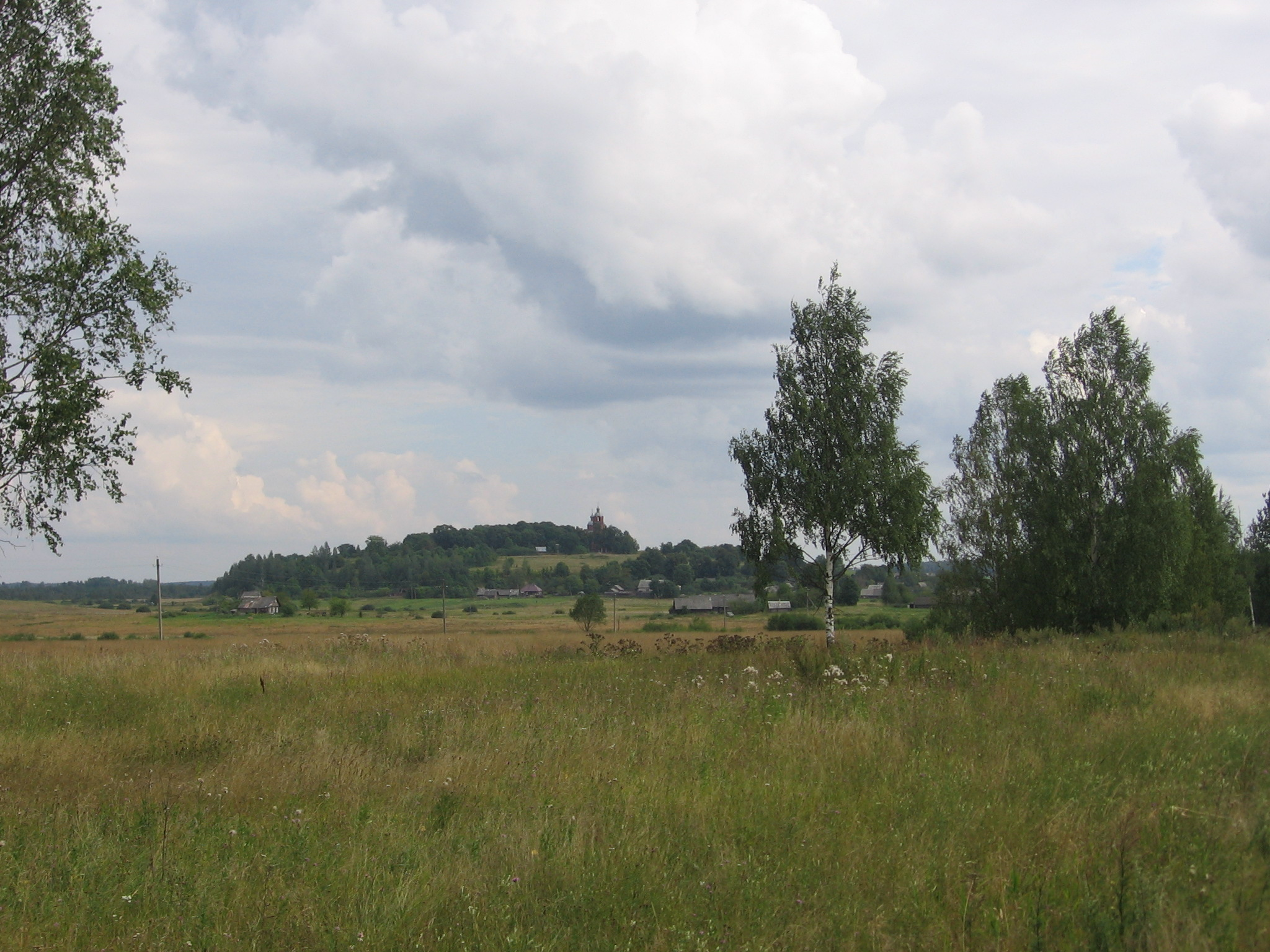

57°04′N 27°54′E / 57.067°N 27.900°E
佩塔洛沃區（羅馬化：Pytalovsky District），是俄羅斯的一個區，位於該國西北部，由普斯科夫州負責管轄，面積1,111平方公里，2010年人口12,083，人口密度每平方公里10.88人。